# Midori Matsuya
Midori Matsuya (japonais : 松谷翠 Matsuya Midori), né à Kamakura le 18 mars 1943 et mort à Tokyo le 9 janvier 1994, est un pianiste japonais, fils du pianiste de jazz Minoru Matsuya. 

## Biographie
Il étudie la composition sous l'égide de Roh Ogura (1916-1990) à Kamakura.
Il est diplômé de l'université des arts de Tokyo en 1973 et de l'université des arts de Berlin en 1975. 
Il fut professeur au département musical de l'Université Nihon de Tokyo.
Il fut le professeur de piano de Hiroaki Zakōji. 

## Discographie
- Light Colored Album - Japanese Contemporary Pieces for Piano CD

SABURA TAKATA: Préludes pour piano (Fontec records; 1983)